# Giuseppe Rea
Giuseppe Rea (Fontana Liri, 1913 – Mantova, 15 febbraio 1955) è stato un politico e partigiano italiano.

## Biografia
Laureatosi in giurisprudenza a Firenze, frequentò gli ambienti universitari antifascisti e prese parte attivamente alla Resistenza. Militante nel Partito Comunista Italiano, ricoprì la carica di vicepresidente del Comitato di Liberazione Nazionale di Mantova. Fu nominato Questore di Mantova su proposta dello stesso CNL con approvazione del Governo Militare Alleato. Fu il primo sindaco di Mantova dell'Italia repubblicana, eletto a seguito delle amministrative del 24 novembre 1946 che vide il PCI raggiungere il 34% delle preferenze. Rea governò la città con una giunta comunista e socialista, impegnandosi principalmente nelle opere di ricostruzione della città. Morì improvvisamente nel 1955, mentre era in corso il suo secondo mandato.